# Pachelbels kanon
Pachelbels kanon (originaltitel: Canon per 3 Violini e Basso, dvs. "Kanon for tre violiner og basso continuo"), også kendt som Kanon i D-dur, er den tyske barokkomponist Johann Pachelbels mest kendte musikstykke, og findes i dag i en række optagelse, versioner og bearbejdninger.
Pachelbel skrev værket, hans eneste kendte kanon, i 1680'erne, og som den oprindelige titel antyder er det et stykke kammermusik som oprindeligt blev skrevet til tre violiner og basso continuo.

## Opbygning
Kanonen er en polyfonform hvor flere stemmer spiller samme melodi sekvensielt efter en givet varighed, for eksempel en kvartnode, en takt etc. Pachelbels kanon er bygget over en ostinat basfigur over en to-takts lang akkordprogression: D – A – H – Fis / G – D – G – A. Sekvensen gentages 28 gange – medregnet afslutningstakten – over totalt 57 takter. Akkordskemaet følges strengt, selv om der fra takt 44 sker en alteration på det syvende trin (ned fra cis til c). Kanonen etterfølges af en gigue.

## Pachelbels kanon i dag
Dette musikstykke har overlevet gennem århundrederne, og har specielt efter 1970'erne fået en stor udbredelse. Stykket er i dag velkendt blandt et stort publikum og er måske et af de mest genkendte klassiske kompositioner. Værket har stor betydning inden for nutidens populærmusik og fremføres fortsat ofte; akkordprogressionen bruges i nær sagt alle musikgenre.
Elementer fra kompositionen i genfindes i en række af dagens populærmusikalske sange, blandt andet i disse:
- "Rain and Tears" (Aphrodite's Child) - barok-rockudgave af Pachelbels kanon der nåede nummer 1 i Grækenland.
- ”When a Man Loves a Woman” (Percy Sledge)
- ”Piano Man” (Billy Joel)
- ”In The Garden” (Bob James)
- ”Galway Races”
- ”Streets of London” (Ralph McTell)
- ”All together Now” (The Farm)
- ”Go West” (Village People (1979) / Pet Shop Boys (1993) / West End Girls (2006))
- ”Basket Case” (Green Day)
- ”I Need Some Sleep” (The Eels)
- ”You Can't Steal My Love” (Mando Diao)
- ”Die Eine” (Die Firma)
- ”Forever Young” Alphaville
- ”Don't Look Back In Anger” (Oasis)
- ”C U When U Get There” (Coolio)
- ”Life Is Cool” (Sweetbox)
- ”Variations on the Kanon by Johann Pachelbel” (George Winston)
- ”Pachebel cha om” (Oliver Shanti)
- ”Everytime” (Britney Spears)
- ”On & On & On” (Catch 22)
- ”Big City Life” (Mattafix)
- ”The End Of The World” (Skeeter Davis)
- ”K.I.K. III (Keiner ist kleiner)” (WIZO)
- ”Don't Sleep in the Subway” (Petula Clark)
- ”Volverte a Ver” (Juanes)
- ”Welcome to the Black Parade” (My Chemical Romance)
- ”O Caroline” (Matching Mole)
- ”Julia” (Ekseption)
- ”Drowning By Numbers” (Michael Nyman)
- ”The Seven Angels” (Avantasia)
- ”Wenn ein Mensch lebt” (Puhdys)
- ”Spicks And Specks” (Bee Gees)
- ”Collide” (Howie Day)
- ”No ni saku hana no you ni (Piano Version)” (Gackt)
- ”Prinzessin” (Prinz Pi)
- ”Ladies and Gentlemen We Are Floating in Space” (Spiritualized)
- ”Christmas Canon” (Trans-Siberian Orchestra)
- ”Christmas Canon Rock” (Trans-Siberian Orchestra)
- ”Graduation song, Vitamin C” (Can)
- ”One Last Breath (Creed)
- ”1995 Scatmans World (Scatman John)
- ”Canon rock (Jerry C)
- ”Lemon Tree” (Fool's Garden)

Pelle Gudmundsen-Holmgreen skrev variationer over kanonen som blev premieret af Kronos Quartets album Green Ground i 2011.